# Imprimatur (powieść)
Imprimatur – powieść historyczna autorstwa Rity Monaldi i Francesco Sorti opisująca europejskie wydarzenia w XVII wieku. Powieść ukazała się po raz pierwszy w 2002 roku (na polskim rynku w 2005). Rita Monaldi (filolog) i Francesco Sorti (muzykolog) to włoscy dziennikarze, którzy poświęcili 10 lat na badania historyczne w europejskich archiwach. Książka została przetłumaczona na 19 języków i wydana w 44 krajach.

## Opis fabuły
W 1683 roku w rzymskiej gospodzie jeden z gości zapada na śmiertelną chorobę – nie wiadomo, czy na skutek dżumy, czy zatrucia. W obawie przed epidemią zarazy, mieszkańcy gospody i ich goście zostają objęci kwarantanną. Wśród gości znajdują się obywatele, którzy jednak nie ujawniają swych prawdziwych oblicz. Pośród nich jest między innymi opat Atto Melani, który wszczyna śledztwo, wciągając w nie posługacza z gospody, któremu zdradza sekrety dyplomacji i intrygi polityczne królestwa Francji. W tym samym czasie Jan III Sobieski przygotowuje atak na Turków oblegających Wiedeń. Poprzez wrogie stosunki królestwa francuskiego z Państwem Kościelnym oraz inne czynniki, zwycięstwo nad Turkami jest niepewne. W śledztwie opata Melaniego za pomocą tajemniczych poszukiwaczy relikwii w rzymskich podziemiach, powoli wychodzi na jaw prawda o intrygach finansowych i spiskach, które zmieniły historię Europy. Karłowaty posługacz zapisuje sumiennie wszelkie przeżycia w pamiętniku.